# Vilanova (Sant Bartomeu del Grau)
Vilanova és una casa de Sant Bartomeu del Grau (Osona) inclòs en l'Inventari del Patrimoni Arquitectònic Català.

## Descripció
És un edifici de tres pisos, de planta rectangular i amb el teulat a doble vessant lateral amb relació a la façana d'entrada. El conjunt de l'edifici està format per dos habitatges, un dels quals és actualment masoveria de la masia. Els murs són de pedra i estan arrebossats deixant al descobert les llindes de pedra de les portes i finestres.
A la llinda de la porta d'entrada de l'actual masoveria es pot llegir: SEBASTIANS FERRERAS ME FECIT ANO 1803. La casa ha sofert diverses modificacions, l'última de les quals és la tribuna realitzada el 1940.
El bugader és un recipient de pedra en forma de pica de base circular i cos cilíndric amb un orifici lateral a la part baixa. Aquest forat està decorat a la part exterior amb una senzilla cara humana en el que l'orifici coincideix amb la boca. Aquesta peça es feia servir per preparar la bugada per a rentar la roba. La peça és monolítica i presenta també la data de 1712.

## Història
La construcció de la casa va ser a càrrec de la família Farreres, propietaris de la gran masia propera a Vilanova, tal com indica la llinda de l'actual masoveria. En unes restes de carreus amb inscripció que es conserven fora del jardí es llegeix el nom de PEDRO JUAN FORTEZA, que els amos de la casa coneixen com a mallorquí constructor de la casa. Una de les altres peces datades de la casa és el jardí, amb una gran porta de ferro amb la data de 1897.
En el cas del bugader, a la part superior de la cara que decora la peça hi ha gravada dins d'un requadre, la data de 1712. Aquesta peça no és originària de Vilanova sinó que el seu amo la va portar d'una de les seves masoveries.